# Genera et Species Plantarum Argentinarum
Genera et Species Plantarum Argentinarum (abreviado Gen. Sp. Pl. Argent.) es un libro con ilustraciones y descripciones botánicas que dirigido por el farmacéutico y naturalista argentino,  rector de la Universidad Nacional de Tucumán, Horacio Raúl Descole. Fue publicado en Buenos Aires en el año 1953.